# Агавови
Агавови или Столетникови (Agavaceae) е семейство покритосеменни растения от разред Asparagales. Включва около 550 вида, главно сухолюбиви растения, разпространени в тропичните, субтропичните и топлите умерени области на света.

## Родове
- Agave – Агаве
- Anemarrhena
- Behnia
- Beschorneria
- Bravoa
- Camassia
- Chlorogalum
- Chlorophytum – Хлорофитум
- Clistoyucca
- Eremocrinum
- Furcraea
- Hastingsia
- Herreria
- Hesperaloe
- Hesperocallis
- Hesperoyucca
- Hosta
- Littaea
- Manfreda
- Polianthes
- Prochnyanthes
- Pseudobravoa
- Samuela
- Yucca – Юка